# Хранене
Храненето е основен жизнен процес, свързан с приемането, преработването и усвояването на храна от околната среда, необходима за изграждане и обновяване на клетките и тъканите, осъществяване и регулиране на жизнените функции на организма, както и компенсиране на изразходената от него енергия. С най-голяма значимост за храненето са продуктите, които съдържат оптимално количество белтъчини, въглехидрати, мазнини и минерални вещества. Такива са млякото, месото, рибата, яйцата и продуктите от тях, хайверът, плодовете, зеленчуците и пр. Храненето включва следните процеси: приемане на храна, преработване (храносмилане), усвояване (резорбция), метаболизъм и запасяване с енергия и хранителни вещества.

## Типове хранения
Основните типове хранене са автотрофно и хетеротрофно.
- Автотрофно хранене – при него организмите синтезират свойствени органични вещества от неорганични вещества при използване на външен източник на енергия. Такива организми, като растенията и някои бактерии, се хранят като от приетите вода и въглероден диоксид от средата синтезират органични съединения при процеса фотосинтеза.
- Хетеротрофно хранене – при него организмите синтезират органични вещества от приети наготово чрез храната органични и неорганични вещества. Такива са например животните, гъбите и човека, които се хранят като приемат органичните вещества, синтезирани от растенията.

### Видове хранения при човека
- Рационално хранене – това е научнообоснованото хранене на здравия човек. Рационалното хранене не бива да се смесва с режимното (или профилактично) хранене, което е вариант на рационално хранене, но с известен дисбаланс (завишаване, или намаляване приема на определена група хранителни вещества) каквито прилагат хора със специфични професии (спортисти, манекени, авиатори и космонавти и т.н.)
- Балансирано хранене – подобно на рационалното хранене, но свързано с по-голяма свобода на личен избор, съблюдавайки индивидуални възгледи за пропорции и съотношения, към умерения прием на разнообразна храна. Най-разпространеният начин на традиционното хранене е именно в тази насока, позоваваща се най-вече на културни навици, вкусови предпочитания, социален статус и други фактори обусловаващи индивидуалните навици и режими на хранене.
- Диетично хранене – наричано още лечебно, е вид хранене под режим, на което е подложен болен човек. Пример за подобно хранене е разделното хранене, при което не се смесват въглехидрати с протеини и кисели плодове по време на едно и също хранене.
- Профилактично хранене – прилага се за запазване здравето на хората, работещи в среда с професионални вредности.
- Небалансирано хранене – когато прекалено количество от една или повече храни присъства в храненето за сметка на други хранителни съставки.

### Специфични хранителни навици и режими
- Вегетарианство – за храна се използват само плодове, зеленчуци и продукти от растително естество. Въпреки че гъбите не са растения, вегетарианците ги приемат за такива и ги включват в храната.
  - Лакти-ово-вегетарианство – най-широкия възглед за вегетарианско хранене, при който се допуска консумация на яйца, мляко и млечни продукти
  - Лакто-вегетарианство – вегетарианство, без храни с яйца, но с мляко и млечни изделия
  - Ово-вегетарианство – не се допускат мляко и млечни изделия, но се разрешават яйца.
  - Стриктно Вегетарианство – не се приемат яйца, мляко и млечни продукти с плодови и зеленчукови продукти.
- Веганство – като стриктното вегетарианство, но с различни концепции: Без прием на топла храна; храна без запържване или печене; без прием на каквато и да било мазнина (дори растителна) и други. Понякога различните възгледи не се поддържат в различни общества, а се създават нови или непопулярни
- Суровоядство
  - Веганско (вегетарианско) суровоядство – хранене само със сурови или сушени плодове и зеленчуци.
  - Невегетарианско суровоядство – хранене със смляно сурово месо; сурова риба и т.н.

## История на храненето

### От Античността до 1900 г.
Първият записан хранителен експеримент може да бъде открит в Книгата на Даниел в Библията. Даниел и неговите приятели били заловени от царя на Вавилон по време на нашествието в Израел. Избрани за придворни слуги, те трябвало да споделят царската храна и вино. Но те възразили, тъй като предпочитали зеленчуци (бобови растения) и вода в съответствие с еврейските хранителни забрани. Главният домакин на царя неохотно се съгласил. Даниел и неговите приятели спазвали хранителния си режим 10 дена и след това били сравнени с хората на царя. Тъй като се оказали по-здрави, им било позволено да продължат с диетата си.
Около 475 г. пр. Хр., Анаксагор заявил, че храната се абсорбира от човешкото тяло и затова съдържа „генеративни компоненти“, предполагайки наличието на хранителни вещества. Около 400 г. пр. Хр. Хипократ казал: „Нека храната бъде ваше лекарство и лекарството бъде ваша храна“.
През XVI в. ученият и художник Леонардо да Винчи сравнил метаболизма с горяща свещ. През 1747 г. др. Джеймс Линд, лекар от британския военноморски флот, извършил първия научен хранителен експеримент и открил, че сокът от лайм предпазвал моряците, които с години били по моретата, от скорбут, смъртоносно и болезнено нарушение на кръвосъсирването. Откритието било пренебрегвано в продължение на четиредесет години, след което британските моряци станали известни като „лаймове“. Съдържанието на витамин С в сока от лайм не е установено от учените до 30-те години на XX в.
Около 1770 г. Антоан Лавоазие, „Бащата на храненето и химията“ открил елементите на метаболизма, демонстрирайки, че окислително-редукционните процеси в храната са източник на телесната температура. През 1970 г. Джордж Фордис определил калция като необходим за оцеляването на мускулите. В началото на XIX в. елементите въглерод, азот, водород и кислород били посочени като първостепенни компоненти на храната и били създадени методи за измерване на количеството им.
Това утвърдило протеина като важна хранителна съставка. През 1840 г. Юстус фон Либих открил химичния състав на въглехидратите (захари), мазнините (мастни киселини) и протеините (амино киселини). През 60-те години на XIX в. Клод Бернар установил, че телесните мазнини могат да бъдат синтезирани от въглехидрати и протеини, показвайки, че енергията в кръвната глюкоза може да бъде под формата на мазнини или гликоген.
През ранните 80 г., Канейро Такаки забелязал, че японските моряци (чийто хранителен режим се състоял почти изцяло от бял ориз) развили бери-бери (или ендемичен неврит, болест, причиняваща сърдечни проблеми и парализа), но британските моряци и японските военноморски офицери не се разболели. Добавянето на различни видове зеленчуци и меса към храната на японските моряци предотвратявало болестта.
През 1896 г., Ойген Бауман наблюдавал йода в щитовидната жлеза. През 1897 г., Християн Ейкман работил с жители на Ява, които също страдали от бери-бери. Ейкман наблюдавал как пилета, хранени с бял ориз, развивали симптомите на бери-бери, но оздравявали като се хранели с необработен кафяв ориз. Ейкман излекувал местните хора, давайки им да ядат кафяв ориз, доказвайки, че храната може да лекува болести. Повече от две десетилетия по-късно, диетолози научили, че оризовите трици съдържат витамин В1, също познат като тиамин.

### Научни възгледи за храненето след 1900 г.
В началото на XX в. Карл фон Войт и Макс Рубнер самостоятелно измерили калоричния разход на енергия при различни видове животни, прилагайки принципите на физиката при храненето. През 1906 г. Уилкок и Хопкинс показали, че амино-киселината триптофан била необходима за оцеляването на плъховете. Хранили ги със специална хранителна смес, съдържаща всички хранителни съставки, които според него били важни за оцеляването, но плъховете умрели. Друга група плъхове били хранени с мляко, съдържащо витамини. Хопкинс открил „допълнителни хранителни фактори“, различни от калориите, протеина и минералите, които били важни за здравето, но които тялото не можело да синтезира. През 1907 г. Стефан Бабкок и Едуин Харт провели еднозърнестия експеримент, чието завършване отнело почти четири години.
През 1912 г. Касимир Фънк оформил термина витамин, важна съставка от диетата, от думите „важен“ и „амин“, защото се считало, че това непознато вещество, предотвратяващо скорбут, бери-бери и пелагра, се извлича от амония. Витамините били изучавани през първата половина на ХХ в.
През 1913 г. Елмър Макколум открил първите витамини, мастноразтворимия витамин А и водноразтворимия витамин В (през 1916 г.; сега познат като комплекс от няколко водоразтворими витамини) и наименувал витамин С като тогава непозната субстанция, предотвратяваща скорбут. Лафайет Мендел и Томас Осборн също направили забележителни изследвания върху витамини А и В. През 1919 г. сър Едуард Меланби неправилно определил рахита като недостиг на витамин А. През 1922 г. Елмър Макколум унищожил А витамина в маслото от черен дроб на треска, но открил, че то все още лекува рахит. Отново през 1922 г. Х. М. Евънс и Л. С. Бишоп установили витамин Е като важен за бременните плъхове, първоначално наричайки го „хранителен фактор Х“ до 1925 г.
През 1925 г. Харт открил, че следи от мед са необходими за абсорбацията на желязото. През 1927 г. Адолф Виндаус синтезирал витамин D, за което спечелил нобелова награда по химия през 1928 г. През 1928 г. Албърт Сент-Гьорги изолирал аскорбинова киселина и през 1932 г. доказал, че това е витамин С като излекувал скорбут. През 1935 г. той го синтезирал и през 1937 г. спечелил нобелова награда за усилията си. Заедно с това Сент-Гьорги изяснил голяма част от цикъла на кребс.
През 30-те години на ХХ в. Уилям Роуз определил важни амино киселини, които представлявали необходими протеинови компоненти, които тялото не можело да синтезира. През 1935 г. Ъндърлуд и Марстън самостоятелно открили необходимостта от кобалт. През 1936 г. Еуген Флойд Дюбос показал, че представянето на работа и в училище е свързано с поглъщането на калории. През 1938 г. Ерхард Фемолз разкрил химическата структура на витамин Е. По-късно тя била синтезирана от Паул Карер.
През 1940 г. английското правителство въвело множество хранителни политики според принципите на Елиз Уидълсън и други. През 1941 г. били установени първите препоръчителни хранителни дажби от националния изследователски съвет.
През 1992 г. Американското министерство на селското стопанство представило хранителната пирамида. През 2002 г. проучването на фондацията „Природна справедливост“ показало връзка между храненето и избухливостта. През 2005 г. чрез друго изследване фондацията открила, че затлъстяването може да бъде причинено от лошо хранене в комбинация с аденовирус.

## Хранителни аномалии
Основната цел на храненето е запасяване на организма с енергия, която човек трябва да получи от храната, за да се запази здрав и активен. В нормални условия човешкото тяло разполага с енергийни запаси под формата на резервна мастна тъкан и гликоген, съдържащ се в мускулите и черния дроб. Когато обаче енергията, внесена чрез храната, в даден период от време не покрива енергоразхода на организма или обратното – доставя се повече енергия отколкото е нужна, говорим за т. нар. хранителни аномалии.

### Недохранване
Недохранване се нарича недостатъчното или небалансирано консумиране на хранителни съставки от организма, във връзка с енергията, която организмът изразходва. За покриване на получения дефицит организмът използва всички свои резерви. Най-напред се използват въглехидратните и мастните депа. След изчертването им започва използването на белтъка като енергиен източник. Недохранването с белтъци, витамини и други вещества причинява изоставане във физическото и умственото развитие, увеличава детската смъртност и води до ниска средна продължителност на живота. Също така то може да бъде причина за обилен косопад, чупливи нокти и нередовен менструален цикъл при жените.

### Прехранване
Въпреки че по света има повече организми, които са недохранени поради недостатъчна консумация, все повече и повече стават тези, които страдат от прехранване (преяждане). Получава се при поглъщане на прекалено много храна във връзка с енергията, която организмът изразходва, при което излишъкът се превръща в мазнина и се складира за по-късна употреба. Всичко това е съчетано с инстинктивното желание (най-вече при животните) да се погълне всичко възможно. Прехранването също влияе отрицателно на организма, тъй като причинява затлъстяване, съпроводено от хипертония, захарна болест, болести на мастната обмяна, високо кръвно налягане, атеросклероза, ставни заболявания, исхемична болест на сърцето, и др.
С влиянието на храненето и храната върху организма се занимава нутрициологията.